# Beacon Supergroup

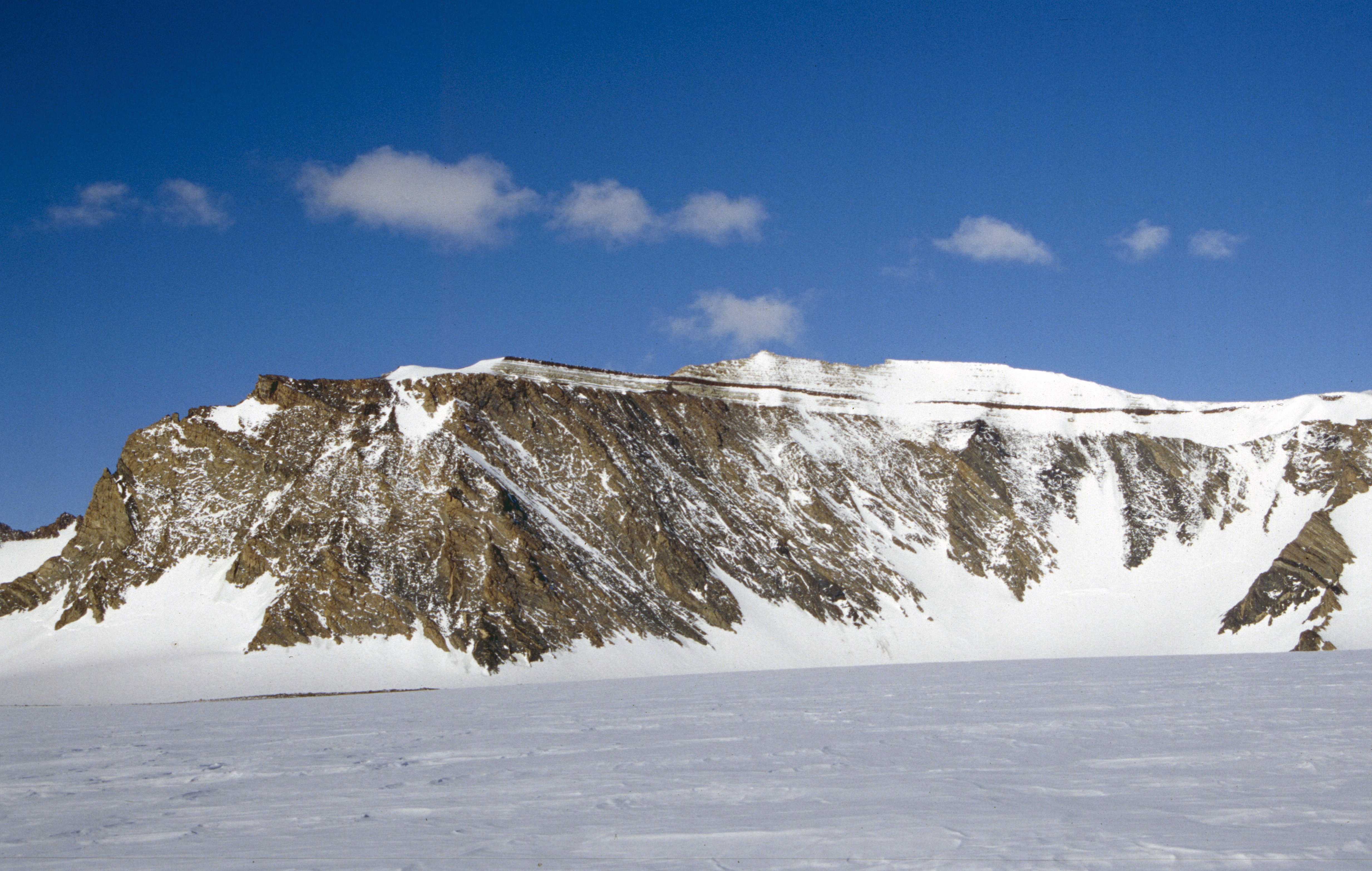
160 m Sandsteine der Beacon Supergroup mit einem dunklen Basalt-Lagergang auf dem metamorphen Grundgebirge, Top des Schivestolen, Heimefrontfjella

Die Beacon Supergroup (von englisch beacon ‚Leuchtturm, Signalfeuer‘, eingedeutscht auch Beacon-Supergruppe) ist eine lithostratigraphische Gesteinseinheit aus überwiegend terrestrischen sandsteinverwandten Sedimenten im Kontinent Antarktika. Die mächtigen Ablagerungssequenzen bilden ein weit verbreitetes Deckgebirge auf Grundgebirgseinheiten West- und Ostantarktikas.
Der Ablagerungszeitraum reicht vom Devon um 400 mya bis zum frühen Jura um 180 mya.
In Sandsteinschichten sind zahlreiche Körper- und Spurenfossilien enthalten. Von besonderer Bedeutung sind der therapside Lystrosaurus und der Samenfarn Glossopteris aus der Glossopteris-Flora. Sie wurden auf vielen Kontinenten gefunden und unterstützen die Theorie der Plattentektonik und die Rekonstruktion des Großkontinents Gondwana.

## Namensgebung
Der Name wurde vom schottischen Polarforscher Albert Armitage geprägt, der an der Discovery-Expedition (1901–1904) unter Robert Falcon Scott teilnahm. Von diesem Begriff leitet sich auch die Bezeichnung für die Beacon Heights, einer kleinen Gruppe von Berggipfeln mit einer Höhe zu 2.345 Metern zwischen dem Beacon Valley und dem Arena Valley in den Quartermain Mountains im ostantarktischen Viktorialand, ab.

## Vorkommen
Die Beacon Supergroup lagerte sich überwiegend auf dem erodierten Rumpfflächen des Ross-Orogens ab. Aufschlüsse treten heute zu Tage im Transantarktischen Gebirge vom ostantarktischen Viktorialand bis zu den Pensacola Mountains im westantarktischen Queen Elizabeth Land, im Georg-V.-Land, am Ostrand der Shackleton Range, nördlich und südlich der Shackleton Range in den Theron Mountains und den Whichaway-Nunatakkern, im westlichen Königin-Maud-Land, im Ellsworthgebirge und im Gebiet des Lambertgletschers im Mac-Robertson-Land.

## Gesteine und Sedimentation

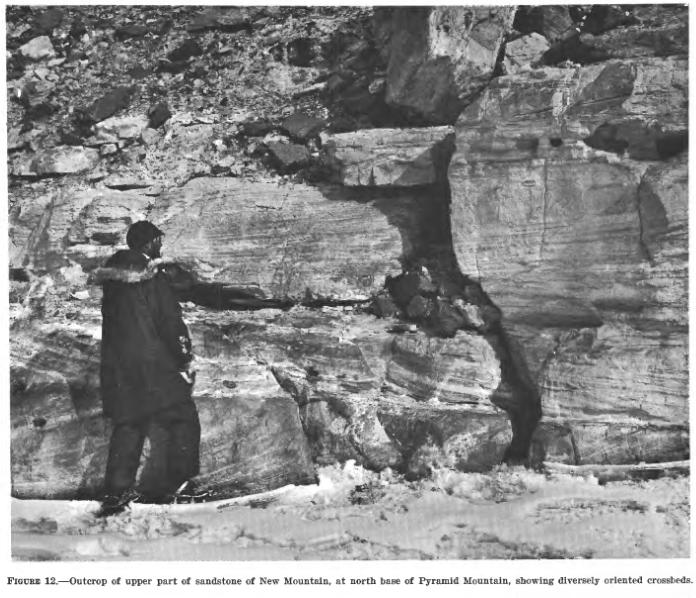
Kreuzgeschichtete Sandsteine in der Beacon Supergroup
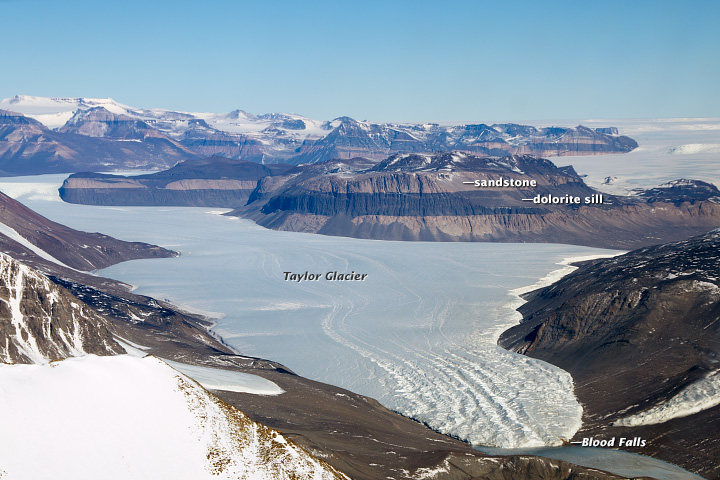
Luftbildaufnahme der Beacon Supergroup im Taylor Valley des Viktorialands mit Diabas-  bzw. Dolerit-Lagergängen
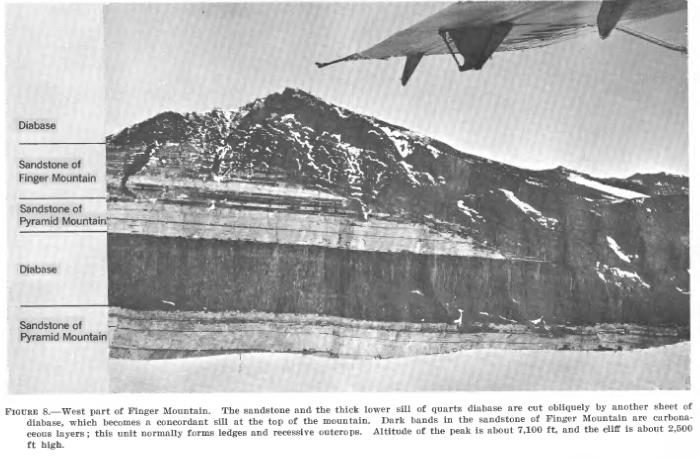
Beacon Supergroup mit Diabas- bzw. Dolerit-Lagergängen

Die Beacon Supergroup bildet eine bis zu 4 Kilometer mächtige Ablagerungssequenz, die überwiegend auf flachen Grundgebirgseinheiten mit niedrigen Reliefs sedimentierte. Die Lithostratigraphie dieser Supergroup gliedert sich in mehreren Gruppen und Formationen.
Die Hauptgesteine sind fluviatile grob- bis feinkörnige arkosische, quarzitische-Sandsteine und Quarzite. Des Weiteren kommen Schluffe, Schlammgesteine, verschiedene Konglomerate und lokale dünnschichtige Kalksteinschichten vor.
Die verschiedene Sortierungen und Rundungen der Gesteinkörner dokumentieren einen unterschiedlich langen Transport durch Fließgewässer und damit auch ein vorwiegend terrestrisches Milieu für den Zeitraum Devon bis unteres Jura. Die Sedimentation erfolgte vorwiegend in marinen Seichtwassermilieus mit niedrigem bis hohem Wellenernergieeinfluss, was durch Rippelmarken und Kreuzgeschichtungen dokumentiert ist.
Mehrfach stiegen mächtige, bis zu 1000 Meter dicke Diabas/Dolerit-Lagergänge auf, die die vorher abgelagerten Schichten überdeckten oder in sie eindrangen und dabei meist Schichtflächen folgten. Vulkanische Lapilli, Tuffe, Aschen und grobe vulkanische Brekzien zeugen von explosivem Vulkanismus. Diese Prozesse wurden verursacht durch ein einsetzendes tektonisches Dehnungsregime, welches sich bis zum frühen Jura fortsetzte. Sie führten u. a. zu niedergradiger thermischer Metamorphose der Sedimentschichten.
Besonderheiten bilden permo-karbone Tillite und Diamiktite in Kombination mit Gletscherschrammen sowie permische Kohleflöze. Diese weisen auf einen raschen paläoklimatischen Wechsel von kaltzeitlichen bzw. von kalten Bedingungen hin zu humiden Verhältnissen mit milderen Temperaturen und dichter Bewaldung.
Die Beacon Supergroup entspricht den unteren Gondwanaschichten Indiens und Südamerikas, der Karoo-Supergruppe des südlichen Afrikas und den permo-triassischen Analoga in Australien.

## Fossilien
In den Sandsteinschichten sind vielfältige Fossilien frühzeitlicher Lebensformen erhalten, wie z. B. Körperfossilien von Tieren und Pflanzen sowie Spurenfossilien fressender, grabender und kriechender Tiere.

Paläobiogeographische Verbreitungsgebiete von Cynognathus, Mesosaurus, Glossopteris-Flora und Lystrosaurus zur Zeit Gondwanas
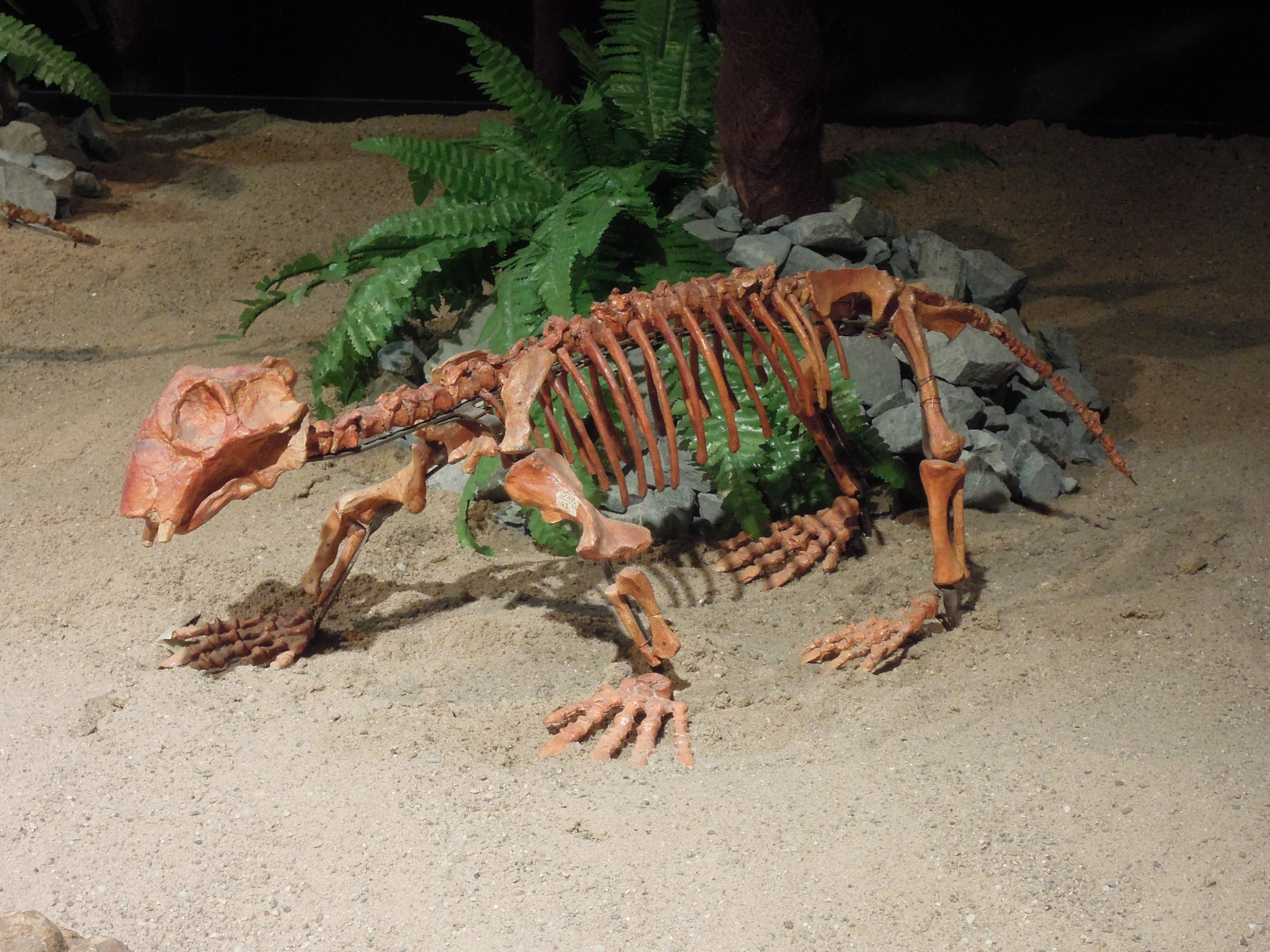
Lystrosaurus georgi Skelett
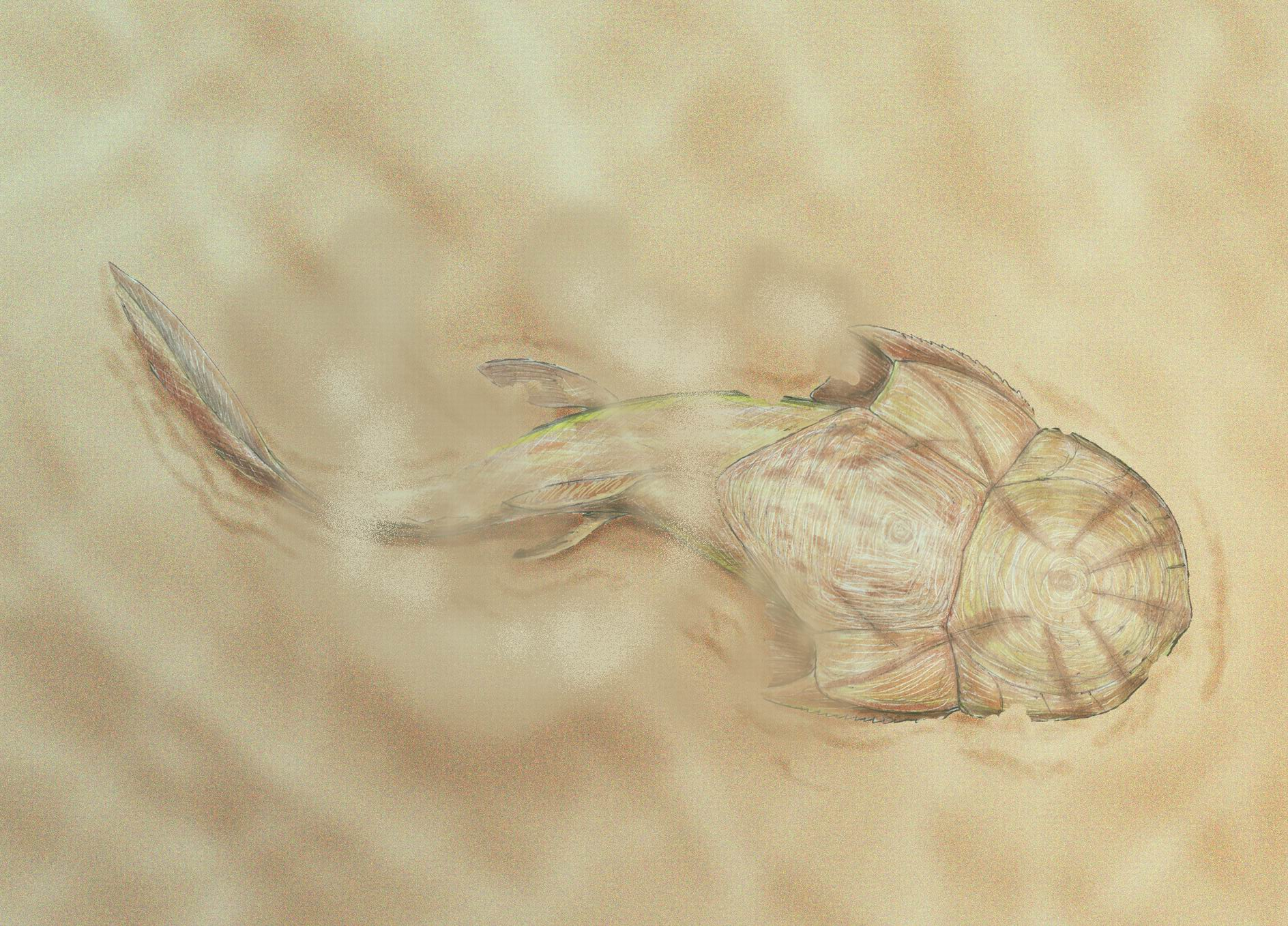
Informelles Beispiel von Phyllolepida
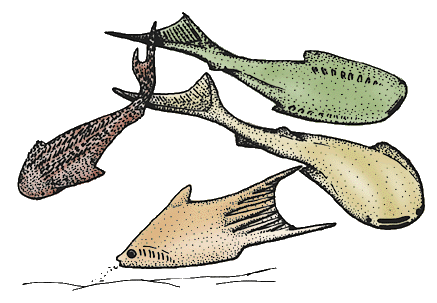
Informelles Beispiel verschiedener Thelodonti-Vertreter
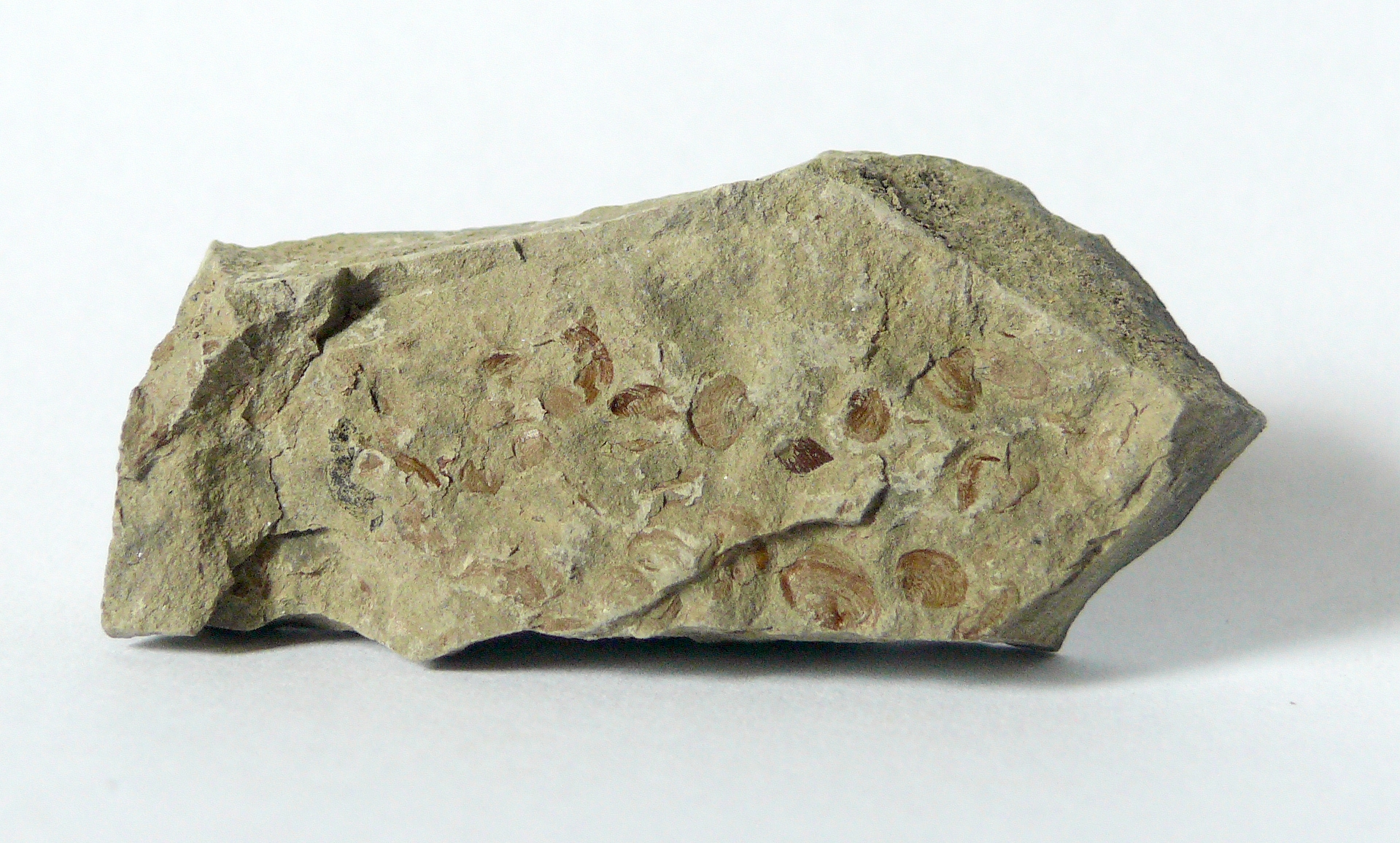
Informelles Beispiel von mehreren Estherien (Muschelschalern)
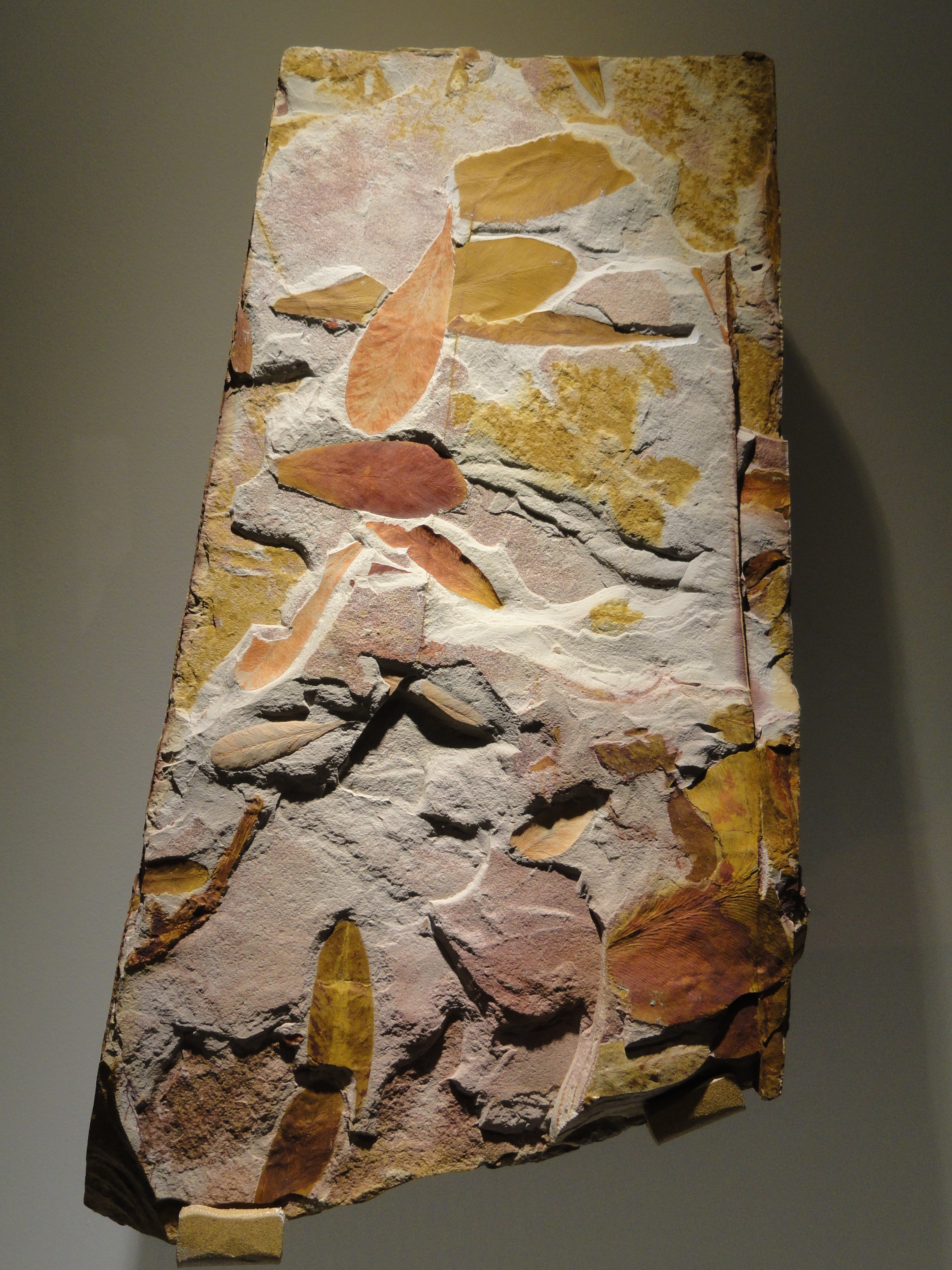
Informelles Beispiel von Glossopteris spec.
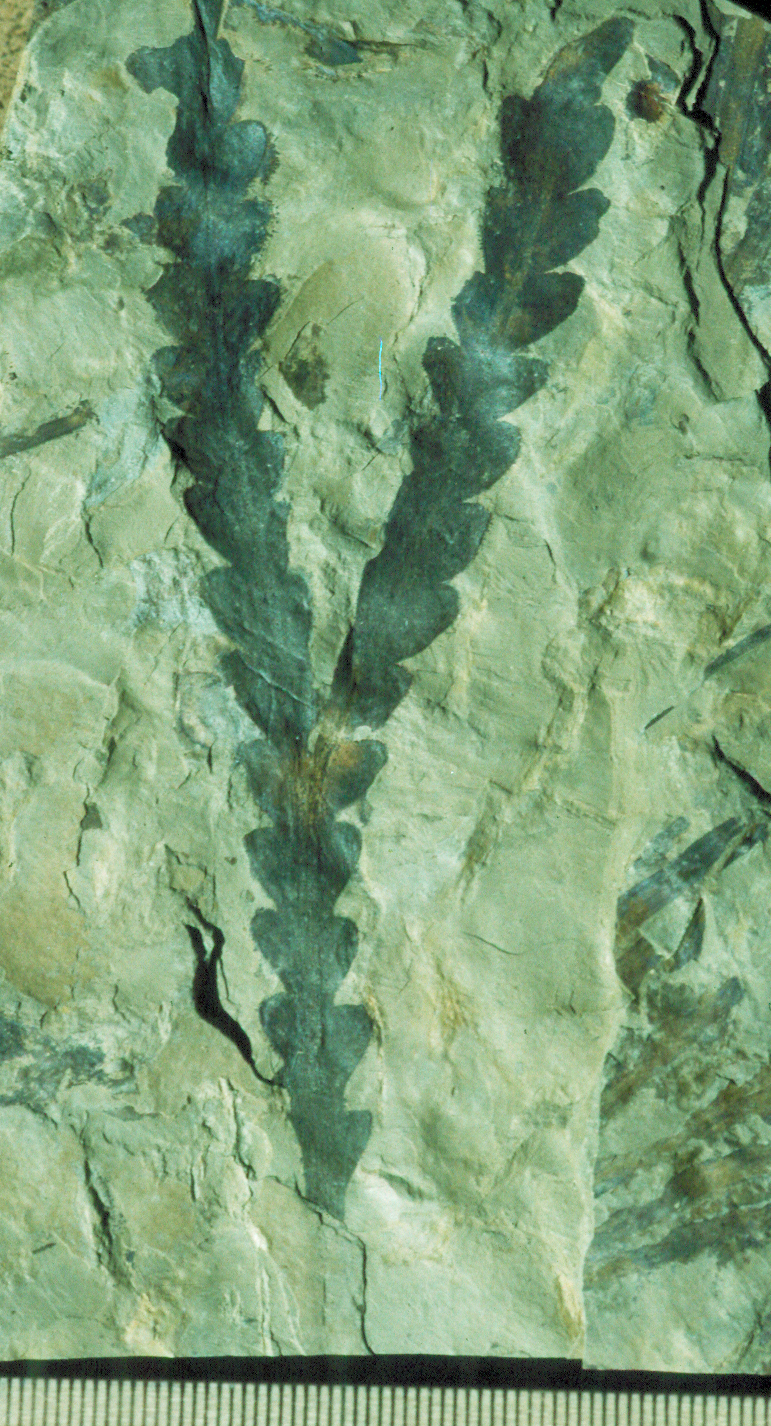
Dicroidium-Blatt, gefunden in der südafrikanischen Karoo-Supergruppe, entspricht auch der antarktischen Beacon Supergroup

- Körperfossilien

-- Tierische Körperfossilien sind vertreten durch Reptilien- und Amphibienknochen aus der Lystrosauruszone sowie fischartige kieferlose Wirbeltiere, wie die Gruppe der Süßwasserbewohnenden Phyllolepida aus der Klasse Placodermi  und die marinen Thelodonti sowie die Muschelschaler („Urzeitkrebse“). Die Lystrosauruszone erhielt ihren Namen nach dem pflanzenfressenden Lystrosaurus. Er wird der Gattung der Therapsiden zugeordnet.
Die Entdeckung der Lystrosaurus-Fossilien bei Coalsack Bluff (englisch für Kohlensackklippe) im Transantarktischen Gebirge durch Edwin Harris Colbert und seinem Team in den Jahren 1969/70 unterstützte die Hypothese der Plattentektonik und stärkte die Theorie, da Lystrosaurus-Fossilien bereits in der unteren Trias im südlichen Afrika, in Indien und China gefunden worden waren.
-- Pflanzliche Körperfossilien sind repräsentiert durch die Klasse der Samenfarne mit der Ordnung Glossopteridales bzw. der Glossopteris-Flora und Haplostigma aus der Gruppe Gefäßsporenpflanzen. Weiterhin wurden Dicroidium-Blätter aus der Samenfarn (Pteridospermopsida)-Familie Corystospermaceae sowie Baumstamm-Holzreste mit gut erkennbaren Wachstumsringen gefunden.
Der bekannteste Vertreter der Glossopteris-Flora ist die namengebende Gattung Glossopteris. Ihr kommt die ähnliche Bedeutung wie Lystrosaurus zu.
- Spurenfossilien

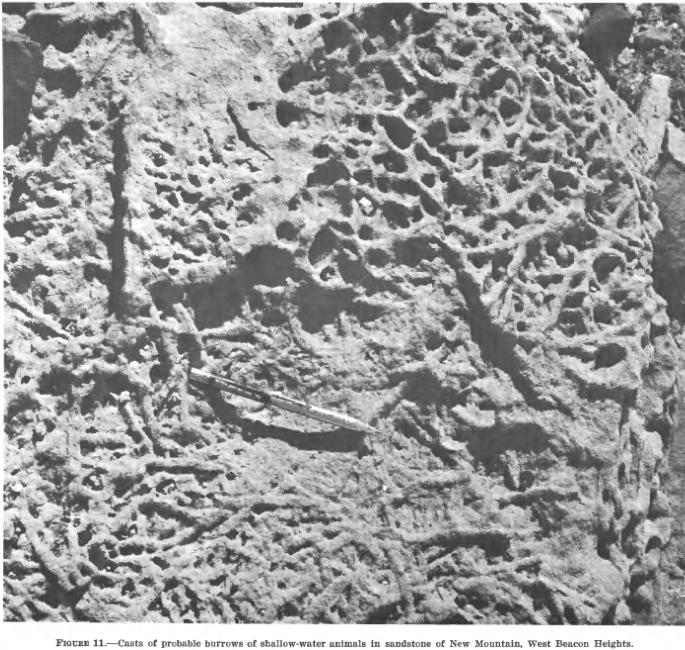
Grabungsröhren in der Beacon Supergroup
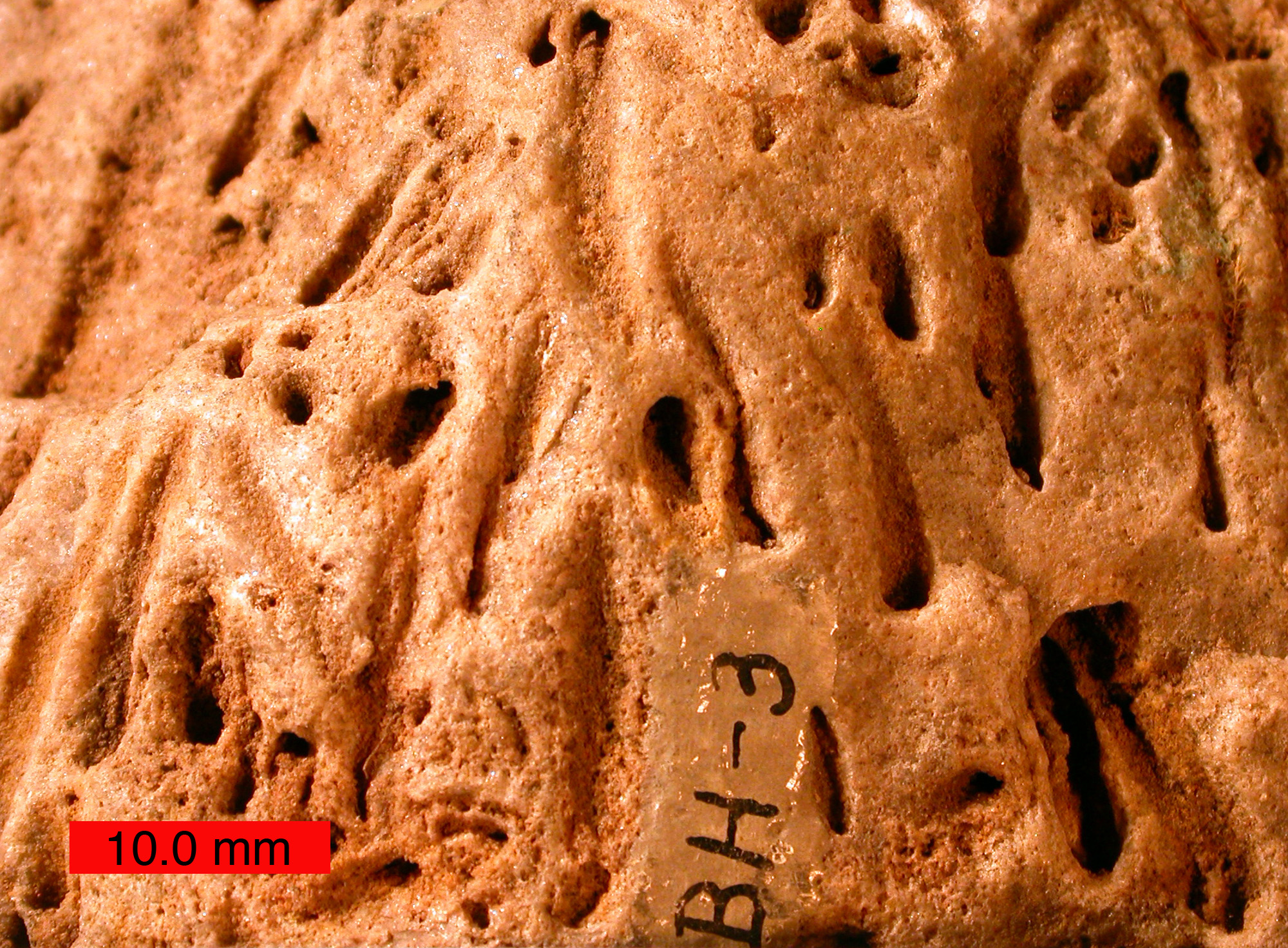
Informelles Beispiel von Skolithos-Grabungsröhren

Die Spurenfossilien sind anfänglich dominiert durch senkrecht zur Schichtung verlaufende, zylindrische und stets unverzweigte Skolithos-Wohnröhren mit einem Durchmesser von meist 2 bis 4 Millimeter, die vermutlich von suspensionsfressenden Würmern angelegt wurden. Mit der weiteren Entwicklung kamen vertikale und horizontale Grabungsspuren hinzu sowie Bewegungsspuren größerer Gliederfüßer hinzu.

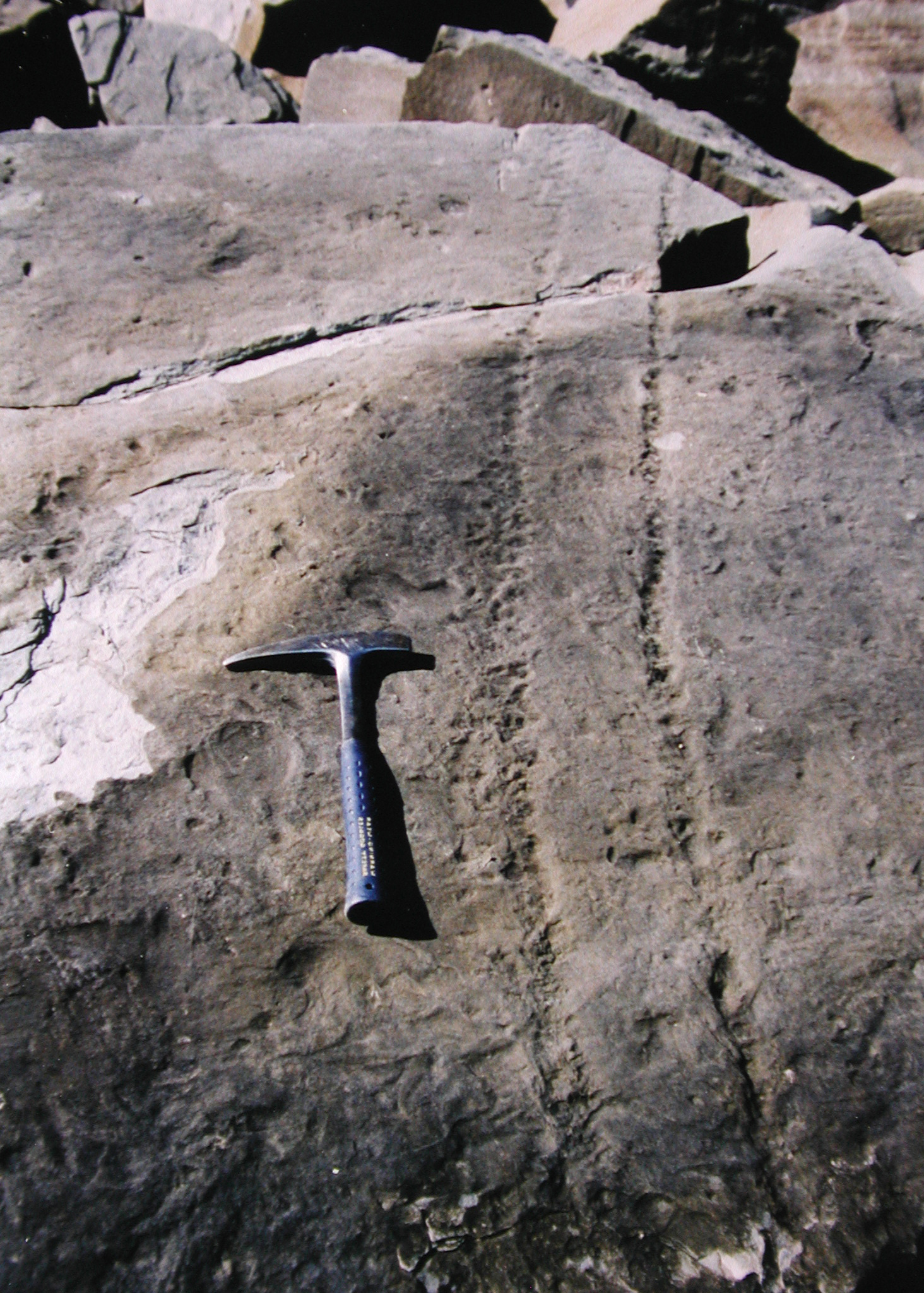
Informelles Beispiel von Diplichniten-Spuren
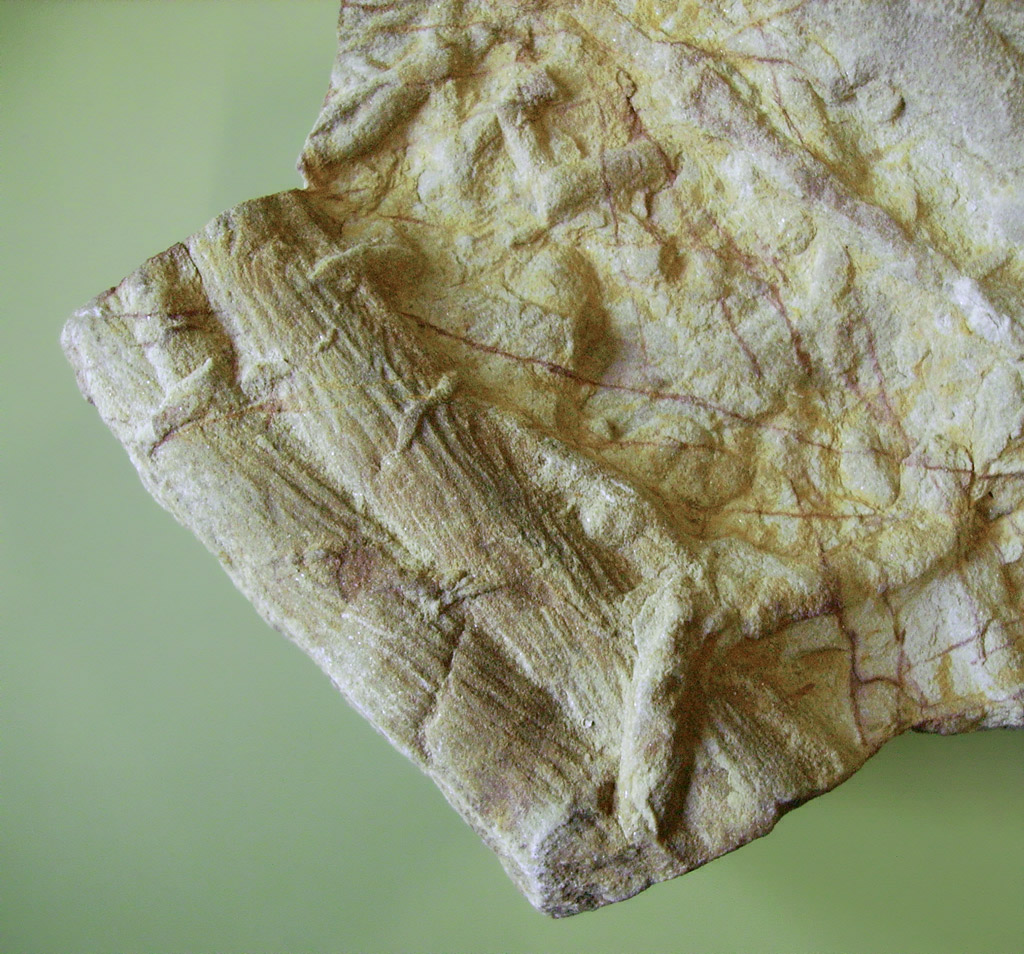
Informelles Beispiel von Cruziana, erzeugt von Trilobiten
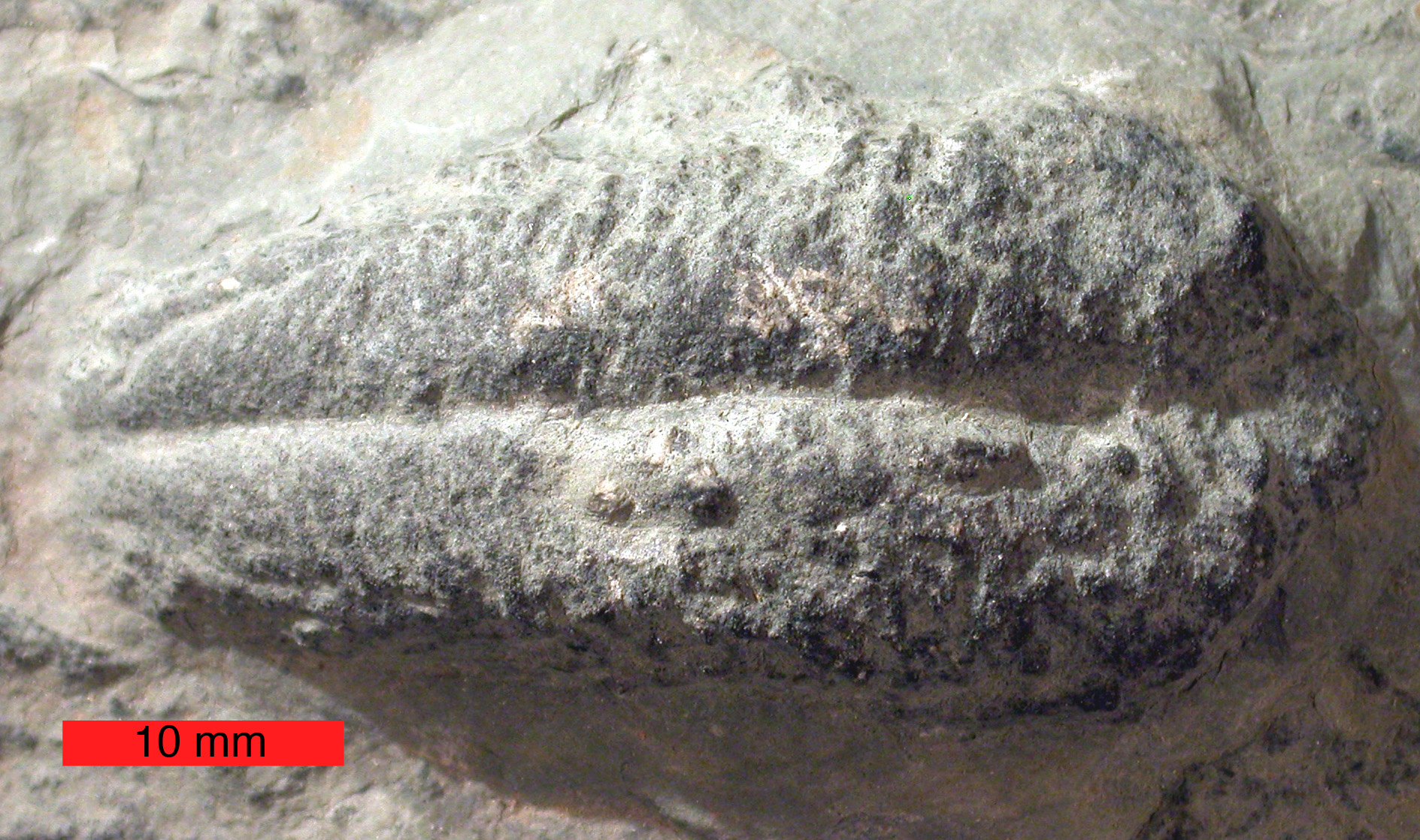
Informelles Beispiel einer Rusophycus-Trilobitenruhespur

-- Fodinichnia: Die Fressspuren stammen wahrscheinlich von marinen Vielborstern, die Sedimentfresser waren. Sie bilden entweder schmale, gewundene, oberflächennahe Formen auf flachen Ablagerungsoberflächen oder längere, größere Formen mit einem Durchmesser von 13 Zentimeter und einer Länge von 1 Meter. Auch gibt es Hinweise auf rhythmische Ausscheidungen.
-- Beaconites antarcticus: Erzeugte schmale, parallele Rillen im Abstand von etwa 2,5 Zentimeter, die in elliptischen Gruben verschwinden. Sie entstehen durch das Wegschieben des Bodensediments vor dem Eingraben in das Sediment.
-- Breitere, abstehende Spuren von etwa 3 Zentimeter mit kleinen Fußabdrücken deuten auf viele Gliedmaßen mit einer annähernd rechteckigen Form hin. Sie könnten von Trilobiten oder von anderen Gliederfüßern stammen.
-- Große bis etwa 30 cm breite Spuren mit einer Schleifspur von einem zentralen Schwanz. Die Fußabdrücke weisen Stacheln an den Hinterbeinen auf. Als mögliche Spurenbildner könnten Seeskorpione oder Pfeilschwanzkrebse in Frage kommen.
-- Doppelreihige Diplichniten-Spuren, die früher auf Trilobiten zurückgeführt wurden, jedoch auch von Ringelwürmern oder Tausendfüßern herrühren könnten.
-- Cruziana und Rusophycus sind bandartige bilateralsymmetrische Fortbewegungs- oder kombinierte Fortbewegungs- und Fressspuren, die entweder direkt auf oder knapp unterhalb der Sedimentoberfläche erzeugt wurden. Bei Rusophycus kommen noch Ruhespuren hinzu. Verursacher waren wahrscheinlich Trilobiten oder andere Gliederfüßer.